# 小行星3657
小行星3657（3657 Ermolova）是一颗绕太阳运转的小行星，为主小行星带小行星。该小行星于1978年9月26日发现。

## 轨道参数
小行星3657的轨道半长轴为2.3127427 UA，离心率为0.132。